# Lord luogotenente dell'Hampshire
La carica di lord luogotenente dell'Hampshire è un ufficio di luogotenenza tradizionale dell'Inghilterra. Dal 1688, tutti i lords luogotenenti sono divenuti anche Custos Rotulorum dell'Hampshire.

## Lord luogotenenti dell'Hampshire
- William Paulet, I marchese di Winchester 1551–?
- William Paulet, III marchese di Winchester prima del 1585 – 24 novembre 1598 con
- Henry Radclyffe, IV conte di Sussex 3 luglio 1585 – 14 dicembre 1593
- Charles Blount, I conte di Devonshire 4 agosto 1595 – 3 aprile 1606 con
- George Carey, II barone Hunsdon 29 ottobre 1597 – 8 settembre 1603 e
- Henry Wriothesley, III conte di Southampton 10 aprile 1604 – 10 novembre 1624
- Edward Conway, I visconte Conway 9 maggio 1625 – 3 gennaio 1631
- Richard Weston, I conte di Portland 8 febbraio 1631 – 13 marzo 1635
- James Stewart, I duca di Richmond 29 maggio 1635 – 1642 'con
- Jerome Weston, II conte di Portland 29 maggio 1635 – 1642 e
- Thomas Wriothesley, IV conte di Southampton 3 giugno 1641 – 1642
- Interregno
- Thomas Wriothesley, IV conte di Southampton 24 settembre 1660 – 16 maggio 1667
- Charles Paulet, lord St John 20 dicembre 1667 – 1675
- Edward Noel, I conte di Gainsborough 20 marzo 1676 – 24 dicembre 1687 con
- Wriothesley Noel, visconte Campden 9 aprile 1684 – 24 dicembre 1687
- James FitzJames, I duca di Berwick 24 dicembre 1687 – 4 aprile 1689
- Charles Paulet, I duca di Bolton 4 aprile 1689 – 27 febbraio 1699
- Charles Paulet, II duca di Bolton 11 giugno 1699 – 15 settembre 1710
- Henry Somerset, II duca di Beaufort 15 settembre 1710 – 24 maggio 1714
- Charles Paulet, II duca di Bolton 5 August 1714 – 21 gennaio 1722
- Charles Paulet, III duca di Bolton 8 febbraio 1722 – 3 September 1733
- John Wallop, I conte di Portsmouth 3 settembre 1733 – 19 luglio 1742
- Charles Powlett, III duca di Bolton 19 luglio 1742 – 26 agosto 1754
- Harry Powlett, IV duca di Bolton 13 novembre 1754 – 25 ottobre 1758
- Charles Powlett, V duca di Bolton 25 ottobre 1758 – 15 giugno 1763
- James Brydges, marchese di Carnarvon 15 giugno 1763 – 20 agosto 1764
- Robert Henley, I conte di Northington 20 agosto 1764 – 6 febbraio 1771
- James Brydges, III duca di Chandos 6 febbraio 1771 – 10 maggio 1780
- George Pitt, I barone Rivers 10 maggio 1780 – 15 aprile 1782
- Harry Powlett, VI duca di Bolton 15 aprile 1782 – 5 aprile 1793
- In commissione: 1793–1798
  - George Paulet, XII marchese di Winchester
  - Sir William Heathcote, III baronetto
  - William John Chute
- Charles Paulet, conte di Wiltshire 3 marzo 1798 – 1º marzo 1800
- Thomas Orde-Powlett, I barone Bolton 1º marzo 1800 – 30 luglio 1807
- James Harris, I conte di Malmesbury 22 agosto 1807 – 21 novembre 1820
- Arthur Wellesley, I duca di Wellington 27 dicembre 1820 – 1º settembre 1852
- John Paulet, XIV marchese di Winchester 27 ottobre 1852 – 4 luglio 1887
- Henry Herbert, IV conte di Carnarvon 6 agosto 1887 – 29 giugno 1890
- Thomas Baring, I conte di Northbrook 7 novembre 1890 – 15 novembre 1904
- Henry Paulet, XVI marchese di Winchester 21 dicembre 1904 – 24 gennaio 1918
- John Edward Bernard Seely, I barone Mottistone 24 gennaio 1918 – 7 novembre 1947
- Wyndham Raymond Portal, I visconte Portal 12 dicembre 1947 – 6 maggio 1949
- Gerald Wellesley, VII duca di Wellington 9 settembre 1949 – 19 settembre 1960
- Alexander Francis St Vincent Baring, VI barone Ashburton 19 settembre 1960 – 1973
- William James Harris, VI conte di Malmesbury 16 aprile 1973 – 1982
- Luogotenente Colonnello Sir James Walter Scott, II baronetto 17 dicembre 1982 – 2 novembre 1993[1]
- Mary Fagan 28 marzo 1994 – 11 settembre 2014 [2]
- Nigel Atkinson 11 settembre 2014 - in carica